# 劉增鍇
劉增鍇（1967年10月24日—），台灣相聲演員，外號「相聲秀才」。籍貫山東沂水县。國立花蓮師範學院民间文学研究所文學碩士。并于1993年创立台北曲艺团，並兼任团长。现为吴兆南相声剧艺社团长。

## 生平
1993年參與組建台北曲藝團，擔任團長，1997年以後改任顧問。
1997年，榮獲中國文藝協會頒發的中國文藝獎章。
自小便聽魏龍豪和吳兆南的《相聲集錦》，1999年8月26日，循古禮正式拜相聲大師吳兆南為師，學習相聲，本身亦有編寫新段子的能力，為精進曲藝能力，考取國立花蓮師範學院民間文學研究所，並以《大陸曲藝近50年在台灣之發展》論文研究，取得文學碩士學位。
雖有表演相聲無數，說唱功力亦非平庸卻難享盛名，自認是因長相不夠出色所致（亦在多數場合提及此事），因此在挑選徒弟時選擇外型出眾者，認為如此能事半功倍。門下四位徒弟都是女性，於相聲門中罕見。

## 相声作品
- 《新說繞口令》
- 《團團圓圓》
- 《孝之道》
- 《雞同鴨講》